# Gipcy
Gipcy é uma comuna francesa na região administrativa de Auvérnia-Ródano-Alpes, no departamento Allier. Estende-se por uma área de 27,3 km². Em 2010 a comuna tinha 243 habitantes (densidade: 8,9 hab./km²).